# 행위자 (문법)
행위자(grammatical agent) 혹은 동작주는 언어학에서 어떤 사건의 원인(cause)이나 주도자(initiator)의 의미관계(thematic relation)를 말한다. 행위자는 한 문장의 주어(subject)나 주제(topic 혹은 theme)와는 다른 의미론적(semantic) 개념이다. 주어는 통사론적으로(syntactically) 즉 주로 어순(word order)을 통해 결정되는 반면, 행위자는 동사(verb)로 표현되는 행동(action)과의 관계를 통해 결정된다. 예를 들어, "The little girl was bitten by the dog"라는 문장에서, "girl"은 주어이지만 "dog"는 행위자이다.
"agent"라는 단어는 '하다(do)' 혹은 '만들다(make)'라는 뜻의 라틴어 동사 "agere"의 현재분사 "agens, agentis"(하고 있는 사람"the one doing")에서 유래하였다.
주제 역할의 하나이며, 활격언어에서는 주어로서 표시된다. 대격 언어에서는 타동사 (능동태) 및 자동사의 주어 또는 주격으로서 표현되는 경우가 많지만, 반드시 이들에 대응하는 것은 아니다.

## 이론
상황(situation)은 문장(sentence), 행동(action)은 문장 내 동사(verb), 행위자는 명사구(noun phrase)에 의해 지시된다.
예를 들어, "Jack kicked the ball"이라는 문장에서, "Jack"은 행위자이며, "the ball"은 수동자 혹은 피동주(patient)이다. 일부 언어에서는 행위자가 굴절(declension)되거나 문법적 역할을 지시하도록 표지된다. 현대 영어는 문장 내 한 명사의 행위자적 문법 역할을 표지하지 않는다. 특정 명사는 항상 능동(agency) 특성만을 갖고 있지만 (행위자 명사(agent noun) : runner, kicker 등), 행위자 명사는 문장의 행위자일 필요는 없다. "Jack kicked the runner".
많은 사람들에게, 능동성(agency) 개념은 직관으로는 파악하기 쉽지만 정의하기는 어렵다. 행위자가 흔히 갖게되는 특성으로는 의지(volition)가 있다는 것, 지각이 있다(sentient)는 것, 상태나 동작의 변화를 일으킨다는 것이다. 언어학자 데이비드 도우티(David Dowty)는 이러한 특성들을 자신이 만든 개념인 원시행위자(Proto-Agent) 정의에 포함시켰다. 또한 원시행위자 요소 대부분을 가지고 있는 것과 원시수동자(Proto-Patient) 요소 최소 부분을 가지고 있는 명사류(nominal)는 문장 내 행위자로 취급되는 경향이 있다고 하였다. 이점은 대다수 의미론학자들이 의미역(thematic role)의 개수와 특성을 결정하는데 있어 갖는 문제를 해결한다. 예를 들어, "His energy surprised everyone"라는 문장에서, "His energy"는 행위자이지만, 지각(perception), 동작(movement), 의지(volition)와 같은 행위자가 갖추는 자질 대부분이 없다. 심지어 도우티의 해결책은 시간 관계를 표현하는 동사에서는 작동하지 않는다.
(1) April precedes May.     vs:      (2) May follows April.
여기서 행위자인 것과 수동자인 것은 각 동사에 따라 지정된다.
행위자는 주어와 혼동되기도 하나, 이 둘은 엄연히 다르다. 행위자는 표면적으로 동사가 표현하는 행동이나 사건과의 관계에 기반하고 있지만(예 : "He who kicked the ball"), 주어는 정보흐름(information flow) 이론을 사용하는 보다 형식적  명칭(formal title)이다(예 : "Jack kicked the ball"). "The boy kicked the ball" 문장에서, "the boy"는 행위자이자 동시에 주어이다. 그러나 수동태(passive voice) 문장 "The ball was kicked by the boy"에서, "the ball"은 주어이지만, "the boy"는 행위자이다. 영어 및 기타 인구제어(Indo-European languages) 문장 대부분은 행위자가 주어이다.
엄밀한 상호적 사건(reciprocal event)을 지시하는 타동사(transitive verbs)를 사용하면 행위자와 주어의 융합(conflation)이 이뤄진다. "John met Sylvia"라는 문장에서 "John"과 "Sylvia" 모두 도우티의 원시행위자 정의를 충족시키지만, 공동행위자(co-agent) "Sylvia"는 문장의 직접목적어(direct object)이기 때문에 수동자로 전락한다.

## 같이 보기
- 수동자 혹은 피동주(patient)